# Reserva Indígena Crow
A Reserva Indígena Crow (fundada em 1868) é hoje a "pátria" da Tribo Crow. A reserva está localizada em partes dos condados de Big Horn, Yellowstone e Treasure, no sul de Montana, nos Estados Unidos. Tem uma área terrestre de 3.593,56 milhas quadradas (9.307,3 km2) e uma área total de 3.606,54 milhas quadradas (9.340,9 km2), tornando-se a quinta ou sexta maior reserva do país (alternando com a Reserva Indígena de Standing Rock, dependendo sobre se as áreas de água são contadas). A sede da reserva fica em Crow Agency, Montana.
A Tribo Crow tem cerca de 11.000 membros inscritos, dos quais 7.900 residem na reserva. Oitenta e cinco por cento falam crow como sua primeira língua.
A reserva, a maior das sete reservas indígenas em Montana, está localizada no centro-sul de Montana, fazendo fronteira com Wyoming ao sul e a Reserva Indígena dos Cheyenne do Norte a leste. A reserva inclui o extremo norte das montanhas Bighorn, montanhas Wolf e montanhas Pryor. O rio Bighorn flui para o norte a partir da fronteira estadual Montana-Wyoming, juntando-se ao rio Little Bighorn logo a leste de Hardin. Parte do limite da reserva corre ao longo da linha de cume que separa Pryor Creek e o rio Yellowstone. A cidade de Billings fica a aproximadamente 10 milhas (16 km) a noroeste do limite da reserva.

## Histórico
A reserva está localizada no antigo país Crow. Em agosto de 1805, o comerciante de peles François-Antoine Larocque acampou no rio Little Bighorn e viajou pela área com um grupo Crow.
A reserva contemporânea encontra-se no centro do território indígena Crow descrito no tratado de Fort Laramie de 1851.
A pressão dos europeus ao norte do rio Yellowstone e uma invasão Lakota (Sioux) no tratado Crow garantiu terras do leste (os preparativos para a Guerra da Nuvem Vermelha) tornaram a década de 1860 um período difícil para os Crow. "Os Oglalas sob comando de Cavalo Louco e Núvem Vermelha e os Hunkpapas e Minneconjous sob comando de Touro Sentado continuaram a seguir os rebanhos de búfalos que restavam a oeste do rio Powder, enquanto os caçadores de ouro viajavam para o norte na região [Crow] ao longo da trilha Bozeman". Barcos a vapor no rio Missouri trouxeram garimpeiros adicionais para a área de Yellowstone. A situação exigia um novo tratado com os Crow.
Em 7 de maio de 1868, os Crow venderam cerca de 30 milhões de acres de seu território de 1851 e concordou em viver em uma reserva. A fronteira ao sul era o 45º grau de latitude norte, enquanto o 107º grau de longitude oeste era a fronteira leste. Ambas as fronteiras encontraram o Yellowstone em um ponto. A ligação desses dois pontos seguia o curso do rio e formava a última fronteira da reserva de 1868. Compreende cerca de oito milhões de acres.
O Major F. D. Pease foi o primeiro agente civil na reserva Crow, de 1870 a 1874.
Cessões de terras para os Estados Unidos aprovadas em 1882, 1892 e 1906 cortam a parte oeste e norte da reserva de 1868.

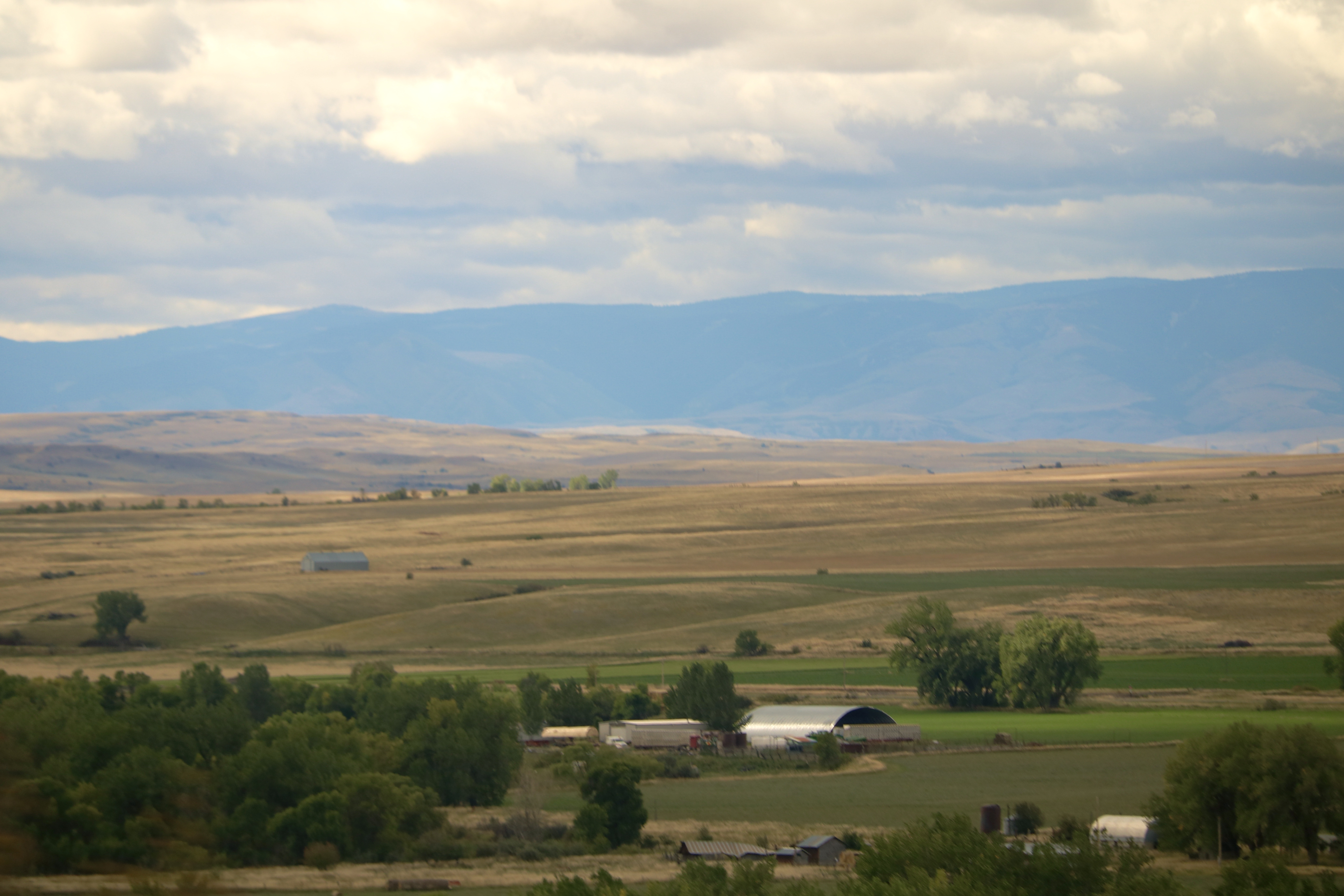
Formas de relevo da Nação Crow perto de Lodge Grass, Montana.

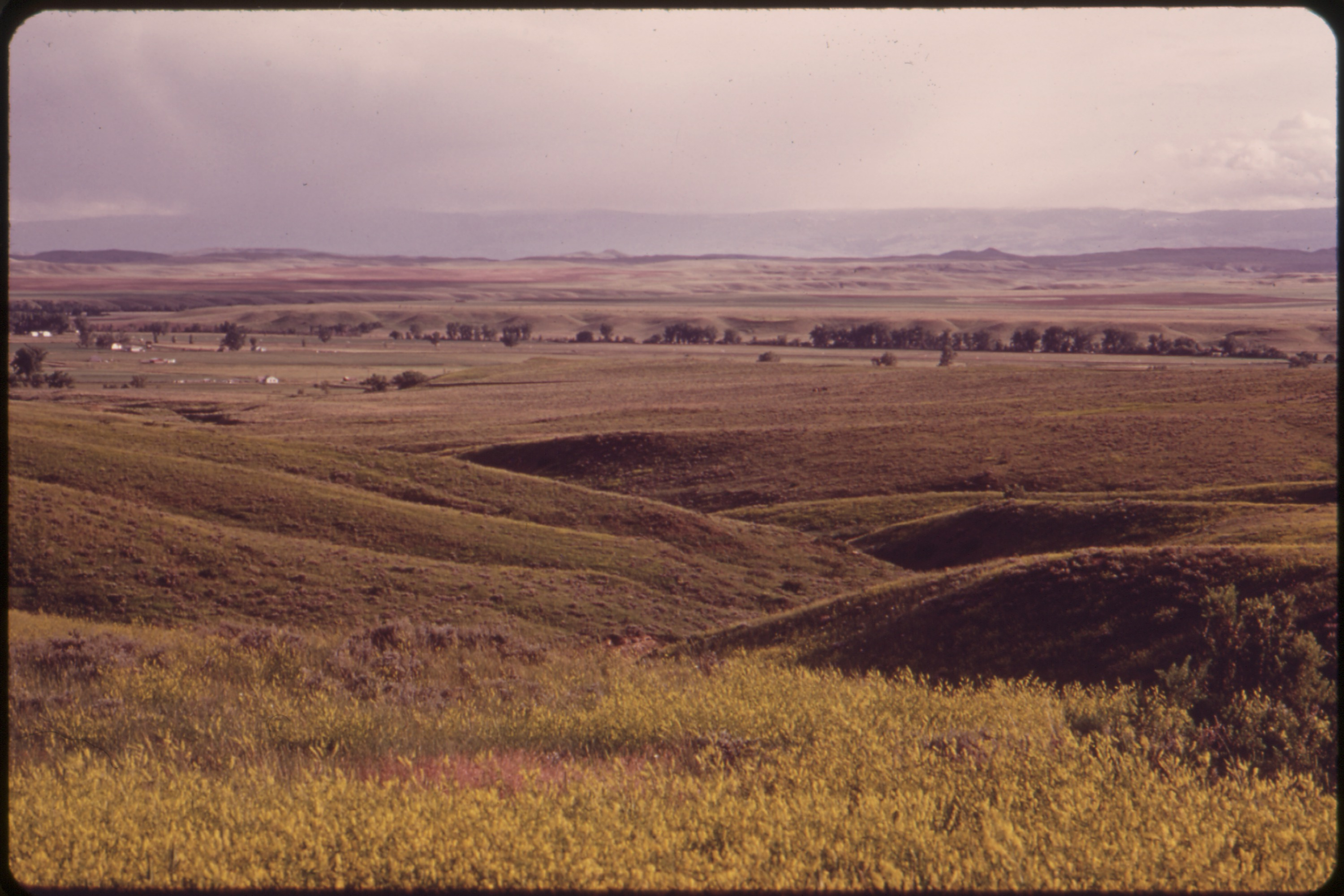
Terras de rancho e pradaria perto do "Little Bighorn Battlefield National Monument", parte da Reserva Indígena Crow, 1973.

O chefe Crow, Plenty Coups, Robert Yellowtail e outros pararam os esforços para abrir a reserva em 1917. Em um quarto de hotel em Washington, D.C., eles abriram um pacote sobre o incenso de chips de búfalo de animais no Zoológico Nacional e oraram por ajuda. "No dia seguinte, a tentativa de apropriação de suas terras foi totalmente derrotada".
Yellowtail ganhou as manchetes quando se tornou superintendente da reserva de sua própria tribo em 1934, o primeiro índio a fazê-lo.
A reserva ganhou sua forma atual após cortes moderados de terras em 1937 e em conexão com a construção da barragem de Bighorn Canyon na década de 1960.
Durante a década de 1960, Pauline Small se tornou a primeira mulher oficial da tribo da reserva Crow.
O valor da enorme quantidade de carvão sob a superfície no antigo território tribal tornou-se claro para a reserva Crows após o embargo do petróleo árabe na década de 1970. A nação Crow possui 1,4 bilhão de toneladas de carvão, o suficiente para abastecer os Estados Unidos por um ano. A mina de carvão Absaloka da reserva fornece metade do orçamento não federal da tribo. A mina de uma única cava foi inaugurada em 1974 e emprega 170 pessoas. O declínio da mineração de carvão nos Estados Unidos forçou a tribo a demitir 1.000 de seus 1.300 funcionários. Cada cidadão tribal recebe um pagamento de carvão de $ 225 a cada quatro meses. Metade da população adulta da reserva está desempregada.
Em 2013, a tribo e a Cloud Peak Energy concordaram em abrir a mina Big Metal, o que teria gerado uma receita de US$ 10 milhões para a empresa nos primeiros cinco anos. O presidente Barack Obama bloqueou a mina e, em seguida, impôs uma moratória sobre qualquer novo arrendamento de carvão em terras públicas. Em março de 2017, a Reserva Indígena Cheyenne do Norte processou o secretário do Interior Ryan Zinke para impedir sua tentativa de suspender a moratória.

## Comunidades
- Crow Agency, Montana
- Fort Smith, Montana (parte)
- Hardin, Montana (parte)
- Lodge Grass, Montana
- Pryor, Montana
- St. Xavier, Montana
- Wyola, Montana

## Locais históricos e atrações
A maior atração da reserva é o "Little Bighorn Battlefield National Monument". Em 25 de junho de 1876, forças combinadas das tribos Lakota, Cheyenne do Norte e Arapaho derrotaram o Sétimo Regimento de Cavalaria comandado por George Armstrong Custer. Batedores Crow locais defendendo sua reserva guiaram Custer.
O "Chief Plenty Coups (Alek-Chea-Ahoosh) State Park and Home" está localizado perto da cidade de Pryor. Tem um pequeno museu dedicado ao Chief Plenty Coups e à Tribo Crow. A casa da cabana de dois andares do chefe e a mercearia foram preservadas.

## Eventos notáveis
Desde 1904, os Crow organizam a grande Feira Crow, formando a "Capital Mundial do Teepee". Por tradição, é realizada na terceira semana de agosto.

## Na cultura popular
A série de TV Reading Rainbow da PBS filmou parcialmente seu décimo episódio, "The Gift of the Sacred Dog", na reserva em 17 de junho de 1983. O título foi baseado em um livro de Paul Goble e foi narrado pelo ator Michael Ansara.